# Anthony Hope
Pour les articles homonymes, voir Hope.
Œuvres principales
- Le Prisonnier de Zenda (1894)

Anthony Hope, né le 9 février 1863 et mort le 8 juillet 1933, est un romancier britannique. Auteur de  trente-deux romans d'aventures, son œuvre la plus connue est Le Prisonnier de Zenda (1894).

## Biographie
Benjamin d'une famille dont le père était un pasteur anglican, Anthony Hope Hawkins fait ses études de droit au collège de Balliol, à Oxford, avant de devenir avocat. Il commence à écrire des nouvelles et finit par abandonner sa carrière juridique après le succès de Mrs Witt's Widow (1892), mais surtout du Prisonnier de Zenda (Prisoner of Zenda, 1894) dont le décor, le petit royaume imaginaire de Ruritanie, connaîtra une fortune extraordinaire et deviendra l'archétype du royaume d'opérette .
Anthony Hope épouse Elizabeth Somerville en 1903 ; le couple aura deux fils et une fille. L'écrivain est élevé au rang de chevalier (Knight Bachelor) en 1918 pour sa contribution à la propagande pour l'effort de guerre durant la Première Guerre mondiale.
Il meurt en 1933 d'un cancer de la gorge à l'âge de 70 ans.

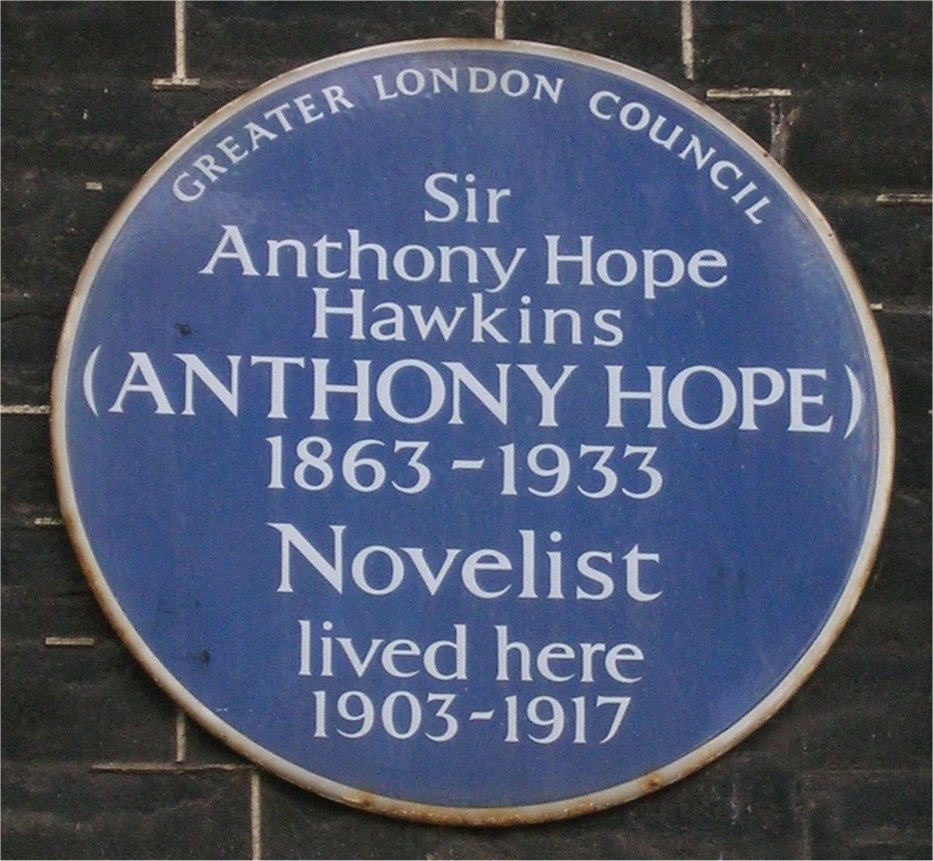
Plaque commémorative sur la maison d'Anthony Hope, à Londres

## Romans d'Anthony Hope parus en France
(liste exhaustive)
- Service de la Reine (Return to Zenda) Première édition française 1902, traduction de Mme Marie Dronsart ; Paris : Hachette, collection : Bibliothèque des meilleurs romans étrangers, 299 p[2]. Rééditions jusqu'en 1953[3].
- Le Patrimoine perdu Première édition française en 1910, Paris : Hachette, collection Petite bibliothèque de la famille, 335 p.
- La Carrière d'Alexandre Quisanté (Quisanté, 1900) Première édition française en 1911, traduit par  Isabelle Monod ; Paris : Hachette, collection Bibliothèque des meilleurs romans étrangers, 315 p.
- Le Roman d'un roi, retitré plus tard Le Prisonnier de Zenda (The Prisoner of Zenda, 1894) Première édition française en 1912, traduit par Mme Gaston Paris ; Paris : Hachette, collection Bibliothèque des meilleurs romans étrangers, 251 p. Réédité en 1938 sous le titre Le Prisonnier de Zenda, Hachette, collection Bibliothèque de la jeunesse, 192 p.
- Impressions d'un touriste en France Première édition française en 1915, Londres : Darling and son, 16 p.
- L'Ile contestée Première édition française en 1939, Paris, Éditions des loisirs, collection Loisirs-aventures, traduit par René Lécuyer, 255 p.

Réédition française la plus récente : 
- Traduction française intégrale : Le Prisonnier de Zenda, la trilogie, comprenant Le Cœur de la princesse Osra, Le Prisonnier de Zenda et Rupert de Hentzau ; éditions Les Moutons électriques, collection Rayon vert (collection), 2013.

## Œuvre complète
(liste non exhaustive)

### Romans
- M. Witt's Widow (1892)
- Sport Royal (1893)
- A Change of Air (1893)
- Half-a-Hero (1893)
- The Prisoner of Zenda (1894)
- The Dolly Dialogues parus épisodiquement dans The Westminster Gazette en 1894 (dont une édition au moins est illustrée par Arthur Rackham)
- The Chronicles of Count Antonio
- The Heart of the Princess Osra (1896)
- Phroso (1897)
- Simon Dale (1898)
- Rupert of Hentzau (1898) (suite du Prisonnier de Zenda)
- The King's Mirror (1899)
- Quisanté (1900)
- Double Harness (1904)
- Sophy of Kravonia (1906)
- Second String (1910)
- Mrs Maxon Protests (1911)
- Beaumaroy Home from the Wars (1919)

### Autres écrits
- A Servant of the Public (œuvre non romanesque) (1905)
- The (German) Testament, œuvre de propagande (1914)
- Memories and Notes (1927) (autobiographie)

### Pièces de théâtre
- The Adventure of Lady Ursula (1898)

## Adaptations de ses œuvres au cinéma
- 1922, Le Prisonnier de Zenda (The Prisoner of Zenda), réalisé par Rex Ingram ;
- 1923, Le Roman d'une reine (Rupert of Hentzau), réalisé par Victor Heerman ;
- 1937, Le Prisonnier de Zenda (The Prisoner of Zenda), réalisé par John Cromwell ;
- 1952, Le Prisonnier de Zenda (The Prisoner of Zenda), réalisé par Richard Thorpe.